# 地下鉄赤塚駅
地下鉄赤塚駅（ちかてつあかつかえき）は、東京都練馬区北町八丁目にある、東京地下鉄（東京メトロ）の駅である。

## 概要
有楽町線と副都心線が乗り入れる。当駅を含む和光市駅 - 小竹向原駅の区間は、有楽町線と副都心線が線路を共有している。駅番号は有楽町線がY 03、副都心線がF 03である。
当駅の北方に位置する東武鉄道東上本線の下赤塚駅と区別するため、駅名に「地下鉄」を冠している。PASMO・Suicaでの履歴は「地下赤塚」と印字・表示される（隣の地下鉄成増駅も同様）。
正式な所在地は駅事務室のある練馬区となっているが、施設は板橋区赤塚新町にも跨っている。練馬区最北端の駅。

## 歴史
- 1972年（昭和47年）2月26日：当駅を含む第8号線「成増一工区 - 赤塚二工区」（現・地下鉄成増駅 - 当駅付近）間の土木工事に着手[3][4]。計画段階での仮称は「赤塚」。
- 1975年（昭和50年）3月25日：第8号線「成増一工区 - 赤塚二工区」間の土木工事完成[3][4]。
  - これは、川越街道（国道254号）の地下を通る同区間は用地買収がほとんどなく、順調に工事が進められたためである[3]。しかし、前後の区間の完成・開業が大幅に遅れたため、8年間にわたって施設は未供用の状態となっていた[3]。
- 1983年（昭和58年）6月24日：帝都高速度交通営団（営団地下鉄）有楽町線の営団成増（現・地下鉄成増） - 池袋間の開通により、営団赤塚駅（えいだんあかつかえき）として開業[2][5][注釈 1]。
  - 東武鉄道下赤塚駅と区別するため、帝都高速度交通営団の略称「営団」を冠した駅名となった。
- 2003年（平成15年）2月：業務委託駅となる。
- 2004年（平成16年）4月1日：営団地下鉄の民営化に伴い、当駅は東京地下鉄（東京メトロ）に継承される[6]。駅名を「地下鉄赤塚駅」に改称[1]。
- 2007年（平成19年）3月18日：ICカード「PASMO」の利用が可能となる[7]。
- 2008年（平成20年）6月14日：副都心線開業により、当駅は有楽町線と副都心線の共用駅となる[8][9]。
- 2010年（平成22年）9月25日：ホームドアの使用を開始[10]。
- 2011年（平成23年）2月23日：発車メロディを導入[11]。

## 駅構造
島式ホーム1面2線を有する地下駅。川越街道（国道254号）の直下にある。改札口は地下1階に2か所設けられ、これらの改札間を連絡する通路がある。
駅西側に所在するグラントハイツ跡地（現：光が丘）の公共住宅化による利用者増加を見込み、開業当初より最大10メートルのホーム幅を確保している。

### のりば
| 番線 | 路線              | 行先                 |
| ---- | ----------------- | -------------------- |
| 1    | 有楽町線          | 新木場方面           |
| 1    | 副都心線          | 渋谷方面             |
| 2    | 有楽町線 副都心線 | 和光市・森林公園方面 |

（出典：東京メトロ:構内図）

### 発車メロディ
2011年2月23日からスイッチ制作の発車メロディ（発車サイン音）を使用している。
曲は1番線が「レッツトレイン」（福嶋尚哉作曲）、2番線が「始まるよ」（塩塚博作曲）である。

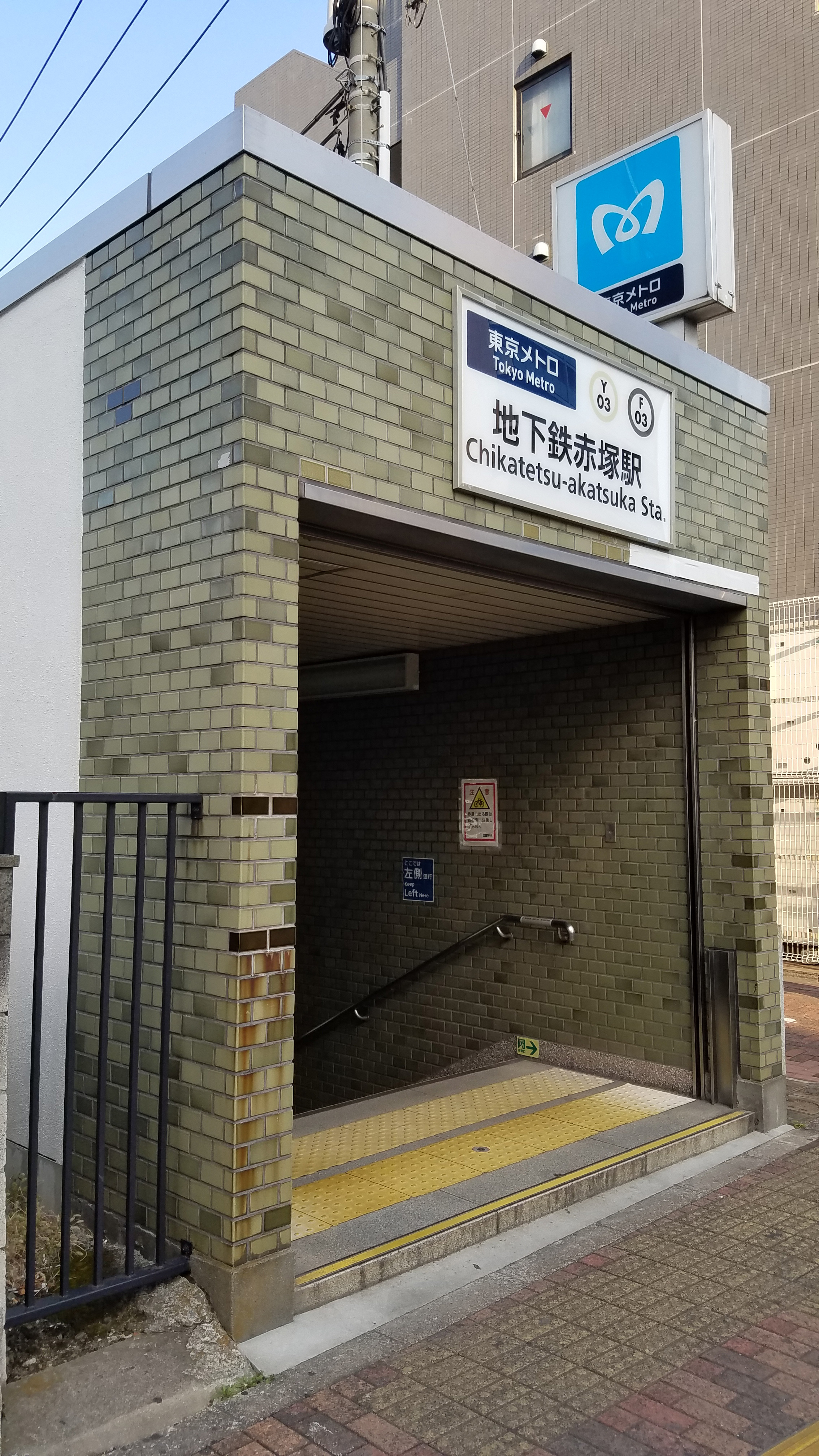
1番出入口（2021年12月）
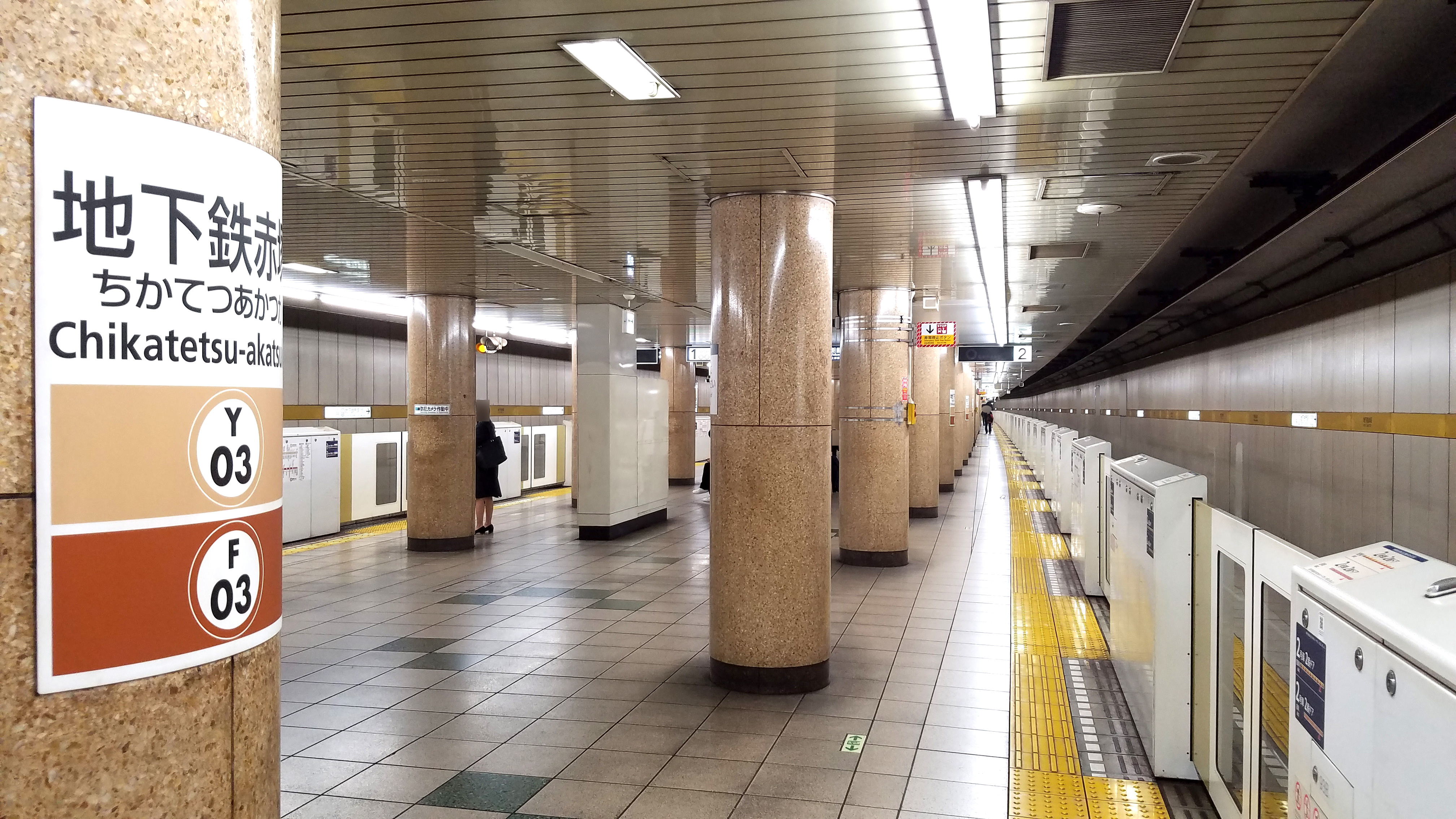
ホーム

## 利用状況
2024年度の1日平均乗降人員は40,077人であり、東京メトロ全130駅中92位。
近年の1日平均乗降・乗車人員の推移は下表の通りである。
| 年度               | 1日平均 乗降人員 | 1日平均 乗車人員 | 出典     |
| ------------------ | ---------------- | ---------------- | -------- |
| 1990年（平成02年） |                  | 13,762           | [ * 1 ]  |
| 1991年（平成03年） |                  | 12,754           | [ * 2 ]  |
| 1992年（平成04年） |                  | 12,762           | [ * 3 ]  |
| 1993年（平成05年） |                  | 12,682           | [ * 4 ]  |
| 1994年（平成06年） |                  | 12,556           | [ * 5 ]  |
| 1995年（平成07年） |                  | 13,082           | [ * 6 ]  |
| 1996年（平成08年） |                  | 13,411           | [ * 7 ]  |
| 1997年（平成09年） |                  | 13,512           | [ * 8 ]  |
| 1998年（平成10年） |                  | 13,537           | [ * 9 ]  |
| 1999年（平成11年） |                  | 13,311           | [ * 10 ] |
| 2000年（平成12年） |                  | 13,200           | [ * 11 ] |
| 2001年（平成13年） |                  | 13,056           | [ * 12 ] |
| 2002年（平成14年） | 25,215           | 12,981           | [ * 13 ] |
| 2003年（平成15年） | 25,240           | 13,013           | [ * 14 ] |
| 2004年（平成16年） | 25,706           | 13,160           | [ * 15 ] |
| 2005年（平成17年） | 26,143           | 13,399           | [ * 16 ] |
| 2006年（平成18年） | 26,893           | 13,746           | [ * 17 ] |
| 2007年（平成19年） | 27,660           | 14,166           | [ * 18 ] |
| 2008年（平成20年） | 29,786           | 15,108           | [ * 19 ] |
| 2009年（平成21年） | 31,298           | 15,887           | [ * 20 ] |
| 2010年（平成22年） | 31,412           | 15,915           | [ * 21 ] |
| 2011年（平成23年） | 31,016           | 15,696           | [ * 22 ] |
| 2012年（平成24年） | 32,130           | 16,240           | [ * 23 ] |
| 2013年（平成25年） | 33,652           | 16,997           | [ * 24 ] |
| 2014年（平成26年） | 34,129           | 17,219           | [ * 25 ] |
| 2015年（平成27年） | 35,673           | 17,981           | [ * 26 ] |
| 2016年（平成28年） | 36,913           | 18,608           | [ * 27 ] |
| 2017年（平成29年） | 38,051           | 19,175           | [ * 28 ] |
| 2018年（平成30年） | 39,634           | 19,964           | [ * 29 ] |
| 2019年（令和元年） | 40,635           | 20,443           | [ * 30 ] |
| 2020年（令和02年） | 31,398           |                  |          |
| 2021年（令和03年） | 33,096           |                  |          |
| 2022年（令和04年） | 36,536           |                  |          |
| 2023年（令和05年） | 39,180           |                  |          |
| 2024年（令和06年） | 40,077           |                  |          |

## 駅周辺
- 下赤塚駅（東武東上線）※100 m程度と至近だが、乗換駅としての案内はなされていない。
- 川越街道（国道254号）
- 乗蓮寺（東京大仏）
- 板橋区赤塚健康福祉センター
- 板橋赤塚新町郵便局
- 三菱UFJ銀行下赤塚支店
- 光が丘公園
- コモディイイダ赤塚新町店

## バス路線
駅の上を通る国道254号上に下赤塚停留所（国際興業バス）・下赤塚駅停留所（西武バス）がある。
- 石03：石神井公園駅行き / 練馬北町車庫行き（国際興業バス）
- 練47：練馬駅行き / 成増駅南口行き（西武バス）

東武東上線の下赤塚駅北口側には下赤塚駅停留所（国際興業バス）があるが、当駅からはやや離れている。
- 下赤03：高島平操車場行き
- 板橋区01（りんりんGO）：下赤塚駅循環

## 隣の駅
東京地下鉄（東京メトロ）
 有楽町線
■各駅停車
地下鉄成増駅 (Y 02) - 地下鉄赤塚駅 (Y 03) - 平和台駅 (Y 04)
 副都心線
■急行
通過
■通勤急行・■各駅停車
地下鉄成増駅 (F 02) - 地下鉄赤塚駅 (F 03) - 平和台駅 (F 04)